# Pseudophilautus halyi
Pseudophilautus halyi là một loài ếch đã tuyệt chủng trong họ Rhacophoridae. Chúng là loài đặc hữu của Sri Lanka. Nó được thấy một vài lần vào thế kỉ 18.